# Eirik Håkonsson

Divisió de Noruega després de la batalla de Svolder segons la saga Heimskringla

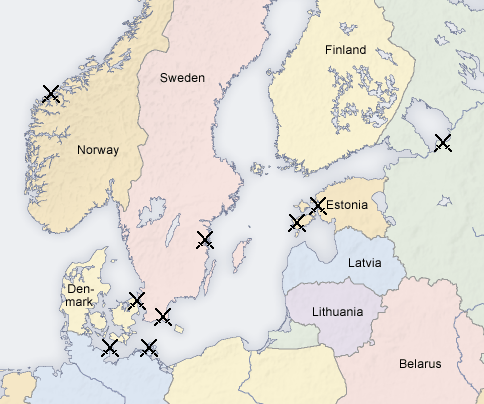
Llocs de batalles i incursions d'Eric a Escandinàvia i el Bàltic. Es mostren les fronteres actuals com a referència.

Eirik Håkonsson és també conegut com a Eric de Noruega o Eric de Hlathir (960 – 1020), va ser jarl de Lade (l'actual Trøndelag), co-regent de Noruega des de l'any 1000 fins al 1015 junt amb el seu germanastre Sveinn Hákonarson i jarl de Northumbria. Era fill de Håkon Sigurdsson. Va participar en diverses batalles de gran importància, com la batalla de Hjörungavág, la batalla de Svolder i la conquesta d'Anglaterra.

## Primers anys
Erik era el fill bastard de Håkon Sigurdsson. El seu pare no l'estimava gaire i el va deixar en mans d'un amic perquè l'eduqués. Quan Eric tenia onze anys, ell i el seu pare adoptiu van fondejar la seva nau al costat de la nau de Håkon, però poc després el millor amic de Håkon, de nom Skopti, va arribar i va ordenar Eric que mogués la seva nau per fondejar la seva. Erik es va negar, però Håkon es va posar furiós i li va ordenar que marxés.
A l'hivern següent, Erik va perseguir a Skopti i el va matar per venjar la humiliació rebuda.
Després de matar Skopti, Erik va navegar fins a Dinamarca, on va ser rebut pel rei Harald I de Dinamarca, qui amb el temps li donaria els dominis de Romerike i Vingulmark - terres en el sud de Noruega però sota influència danesa.

## Batalla de Hjörungavágr
Erik va fer les paus amb el seu pare i va tornar al seu costat. Håkon era un fervent pagà que creia en els antics déus nòrdics. Per això, quan Harald I de Dinamarca va intentar forçar la conversió al Cristianisme dels seus vassalls, Håkon i Erik s'hi van enfrontar i el van derrotar en la batalla naval de Hjörungavágr. Erik va estar al davant d'un estol de 60 naus. Després de la victòria, va perdonar la vida de molts mercenaris jomsvikings, amb qui s'aliaria en el futur.

## Exili
Son pare morí l'any 995, derrotat per Olaf Tryggvason que es va proclamar rei de Noruega. Erik heretà el poder de son pare, però durant algun temps va haver-lo d'exercir des de l'exili. La raó que explica que s'impliqués tant en l'art de la guerra és la seua oposició als reis noruecs. Això el portà fins i tot a aliar-se amb els danesos, com Sven Tveskæg amb la filla del qual es va casar.

## Batalla de Svolder
L'any 1000, amb el suport del seu sogre el rei danès Svend I i amb els mercenaris Jomsvikings, va vèncer el noruec Olaf Tryggvason a la batalla de Svolder, tornant al Trøndelag la seua autonomia.

## Conquesta d'Anglaterra
L'any 1015, deixà el govern a son germà Sveinn Hákonarson i participà de la conquista danesa d'Anglaterra junt a Canut el Gran. En aquells dies, Canut era encara un jove príncep sense experiència, però Erik ja era un gran guerrer i el millor conseller que Canut podia trobar.
L'estol danès va desembarcar a Sandwich l'estiu del 1015 i després van avançar cap Wessex, saquejant els territoris de Dorset, Wiltshire i Somerset. El nomble Eadric Streona va reunir una flota de 40 naus, però es va passar al bàndol de Canut. El 1016 conquerien Mèrcia malgrat la resistència del príncep Edmund, fill del rei Etelred l'Indecís, i finalment conquerien el nord d'Anglaterra, territori que Canut va donar a Erik com agraïment per la seva lleialtat.
Un cop conquerida Northumbria, els danesos van posar setge a Londres, dies després que morís el rei Etelred i pugés al tron el seu fill Edmund II Ironside.
Rere la victòria vikinga de la batalla d'Assandun (1016), Edmund fou derrotat i Canut va esdevenir únic rei d'Anglaterra. Va dividir el regne en quatre parts; Wessex per ell, Ànglia de l'Est per Thorkell l'alt, Northumbria per Eric i Mèrcia per Eadric Streona. Poc més tard, però, Canut va ordenar Eric que executés Eadric per traïdor. Erik li va tallar el cap amb la seva destral.
Eric va governar Northumbria fins a la seva mort i tretze anys més tard son fill Håkon Eiriksson també regnà Noruega.
Bandadrápa fa aquestes citacions sobre Eirik Håkonsson:

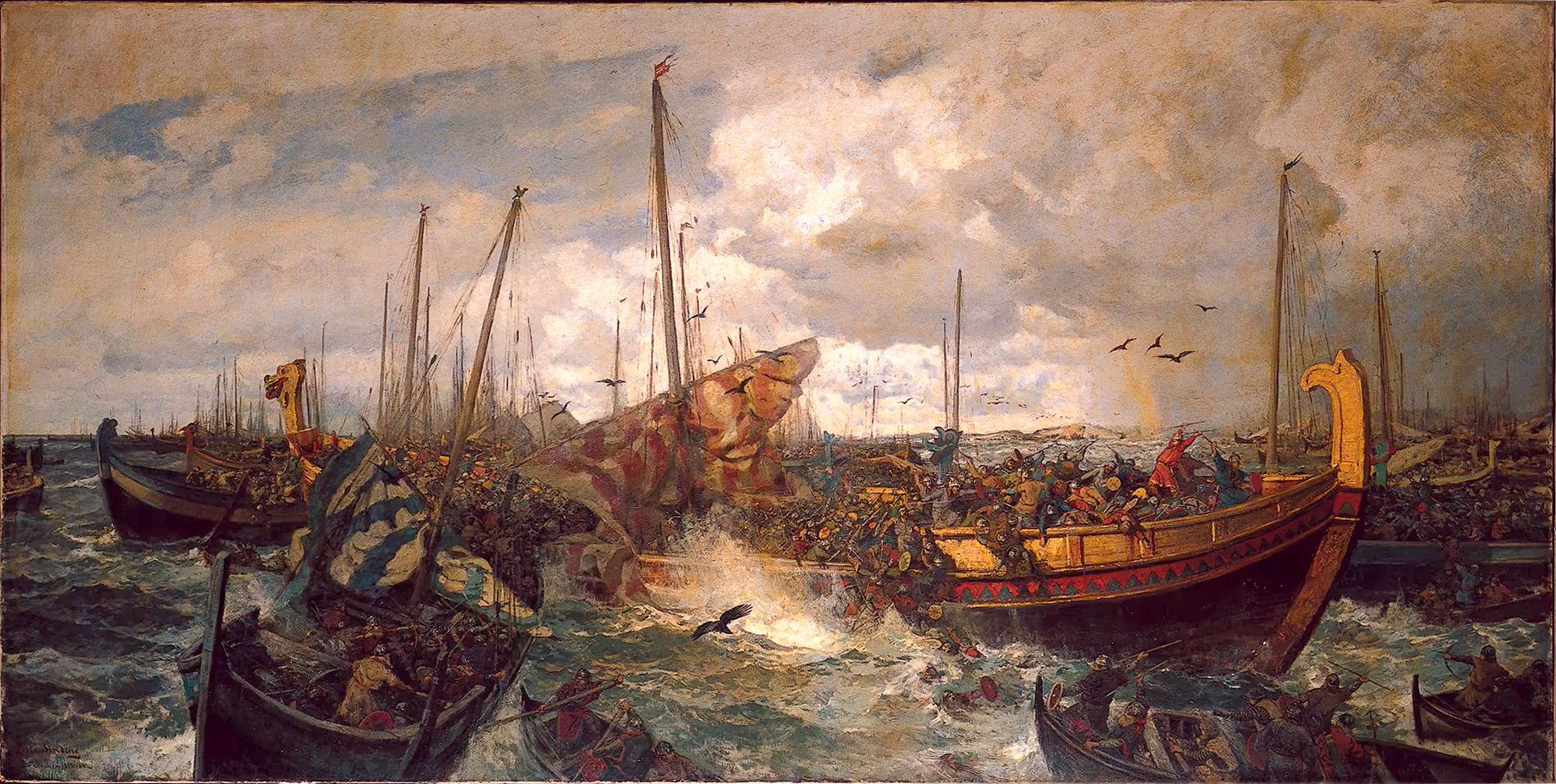
Batalla de Svolder per Otto Sinding

Més combats encara
sostingué aquest famós
príncep, segons diuen.
Eirik vencé al país.
El blindat guerrer
les costes de l'illa de Gotland
assolà llargs temps,
que era molt bel·licós.